# Брандт, Вильгельм
Вильгельм Иванович Брандт (1 января 1779 — 5 августа 1832) — известный архангелогородский купец и арматор, во время жизни был крупнейшим по торговле с зарубежными странами. Ходил в другие страны на шхуне «Двина».

## Биография
Родился в семье страхового маклера.
Семья Вильгельма была небогатой, но отец пристально следил за образованием сына, и благодаря этому Вильгельм в 12 лет знал уже 2 языка. В 1792 году произошло то, что определило всю жизнь юного Брандта: в Гамбург приехали его дальние родственники — Беккеры.
Александр Беккер был именитым купцом на Севере России. Он взял Вильгельма в ученики. За 5 лет Вильгельм получил отличную коммерческую практику. Вместе с братом Эмануилом был принят на службу к немецкому купцу Иоганну Енишу.
Летом 1800 года умер отец Вильгельма. Приняв наследство, он решил, что может начать свой бизнес. Он поехал в Архангельск и основал фирму «Брандт, Родде и Ко». А в 1810 году построил сахарный завод. С 1814 года Брандт — бургомистр городского магистрата, в 1830—1832 годах — мэр.
Умер 5 августа 1832 года. Похоронен на Кузнечевском (Вологодском) кладбище Архангельска.

## Память
В честь В. И. Брандта названы:
- залив Брандта (Карское море, Новая Земля, восточный берег; залив открыт и нанесён на карту в 1833 году П. К. Пахтусовым, им же назван по фамилии В. И. Брандта как одного из снарядителей экспедиции П. К. Пахтусова)[2];
- мыс Брандта (Карское море, Новая Земля, восточный берег; мыс открыт и нанесён на карту в 1833 году П. К. Пахтусовым, им же присвоено название мысу)[2].